# Bysjön (Bräkne-Hoby socken, Blekinge, 622841-145820)
Bysjön är en sjö i Ronneby kommun i Blekinge och ingår i Vierydsån-Bräkneåns kustområde. Sjön är 1,8 meter djup, har en yta på 0,04 kvadratkilometer och är belägen 11 meter över havet.